# Jorge Ramos (periodista uruguayo)
Jorge Ramos (Montevideo, Uruguay; 24 de septiembre de 1960) es un periodista deportivo y relator uruguayo. Empezó su carrera en los Estados Unidos como escritor y editor de La Raza un conocido periódico en español basado en Chicago. Antes de unirse a ESPN, él y Hernan Pereyra copresentaron, “Locura por el Fútbol” en Univisión Radio.

## Carrera
En su ilustre carrera de treinta años, Ramos ha servido como narrador comentarista para más de 3,000 partidos de fútbol, incluyendo 1,400 juegos de la Liga Mexicana de fútbol. Ha cubierto Copas del Mundo, el Mundial Femenino de 2003,  Copa Américas y varias Eurocopas.
Aunque es conocido por su comentario de fútbol, Ramos tiene un desconocimiento profundo de todos los deportes que ha puesto le frente y al centro de grandes eventos deportivos en todo el mundo. Estos incluyen la radiodifusión de los Juegos Panamericanos, proporcionando cobertura en profundidad de los Juegos Olímpicos de Sídney 2000 y sirviendo como la voz de español de los Lakers de Los Ángeles. Uno de los momentos más gratificantes en su carrera fue proporcionar estelares para la Copa Mundial de Fútbol de 1986 – el primer Mundial en español por radio en los Estados Unidos.
Él es vocero de National Automobile Parts Association (NAPA) e hizo un comercial nacional en inglés y español.

## Trayectoria

### Radio
- KPLS 830 AM (199?-199?)
- Radio Única (1998-2004)
- Univisión Radio (2004-2005)
- ESPN Deportes Radio (2005-6 de septiembre de 2019)

### Televisión
- Telemundo (1994-2000)
- Univisión (2002-2006)
- Fox Sports en Español (2006-2009)
- ESPN Deportes (2009-presente)
- ESPN Latinoamérica (2013-presente)